# Microsoft TechNet
Microsoft TechNet é um programa da Microsoft oferecendo informações e recursos para profissionais IT. O objetivo é reunir informações técnicas dos produtos e soluções Microsoft em um único lugar e incentivar a interação e troca de experiências entre a comunidade. Entre seus recursos, se destacam:
- Artigos técnicos
- Centros de tecnologia, agrupados por produtos
- Eventos online e presenciais
- Academias online de treinamento
- Recursos para certificação Microsoft